# فیلیپ چان
فیلیپ چان (انگلیسی: Chan Siu Kwan؛ زادهٔ ۱ اوت ۱۹۹۲) بازیکن فوتبال اهل هنگ کنگ است.
از باشگاه‌هایی که در آن بازی کرده‌است می‌توان به باشگاه چین جنوبی اشاره کرد.
وی همچنین در تیم‌های ملی فوتبال زیر ۲۳ سال هنگ کنگ و هنگ کنگ بازی کرده‌است.